# Tuni
Tuni är en ort i Indien.   Den ligger i distriktet East Godāvari och delstaten Andhra Pradesh, i den sydöstra delen av landet, 1 400 km söder om huvudstaden New Delhi. Tuni ligger 24 meter över havet och antalet invånare är 52 658.
Terrängen runt Tuni är platt åt sydost, men åt nordväst är den kuperad. Runt Tuni är det tätbefolkat, med 683 invånare per kvadratkilometer. Tuni är det största samhället i trakten. Omgivningarna runt Tuni är en mosaik av jordbruksmark och naturlig växtlighet.